# Église réformée du Suriname
L'Hervormde Kerk van Suriname (HKS - Église réformée du Suriname) est une Église réformée rassemblant environ 15000 chrétiens du Suriname. Elle est membre de la Conférence des Églises de la Caraïbe.

## Historique

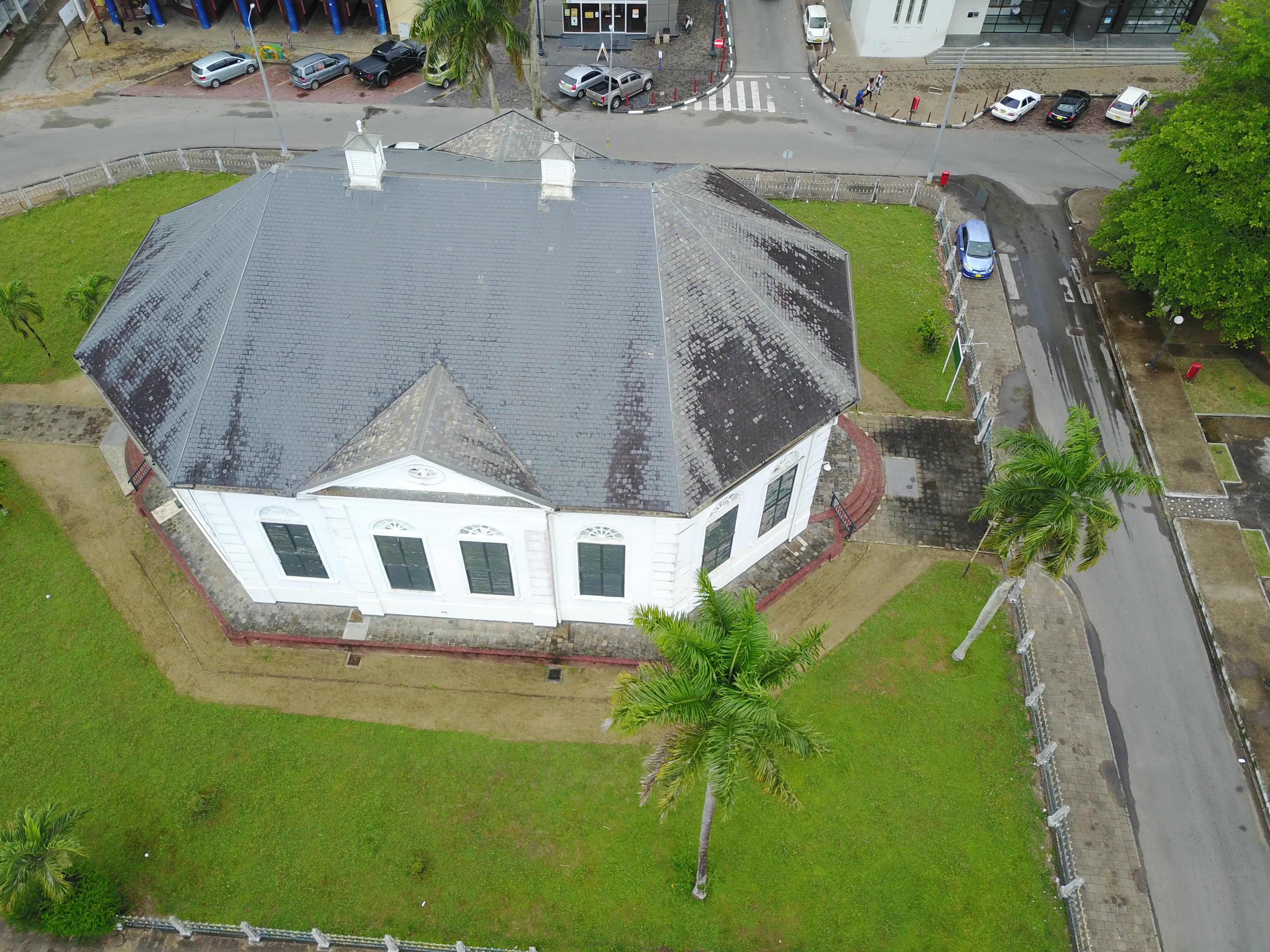
L'église centrale de Paramaribo, principal lieu de culte de l'église réformée du Suriname.

L'Église réformée du Surinam a été fondée en 1668 comme une église pour les colons néerlandais. La plupart des activités église eurent lieu à Paramaribo et autour des plantations dans les campagnes. Dans la seconde moitié du XVIIIe siècle, les propriétaires des plantations ont commencé à aller à Paramaribo, les églises « pays » ont commencé à disparaître. Jusque dans les années 1850, l'église était une Église d'État rassemblant presque exclusivement l'élite du pays. La langue était le néerlandais, et les pasteurs appartenaient tous à l'Église réformée néerlandaise. 
Au cours des décennies, les fractionnements qu'ont connus les différentes églises des Pays-Bas ont fait que l'Église du Suriname à gagner en autonomie.
Après les années 1850, l'église elle-même ouverte à des classes inférieures et aux esclaves africains, le créole a été introduit dans les services de culte. Cela était particulièrement évident dans la ville frontalière de Nickerie.
En 1876, un courant libéral crée un certain désarroi au sein de l'Église réformée du Surinam, un certain nombre de membres rejoignent d'autres églises, mais ne créent pas une nouvelle église indépendante. Grâce à diverses mesures (nouvelles règles en 1884 et 1957), l'église est devenue entièrement indépendante de l'Église réformée néerlandaise.